# Тан Цяньтін
Тан Цяньтін (14 березня 2004) — китайська плавчиня.
Учасниця Олімпійських Ігор 2020 року, де в півфіналах на дистанціях 100 метрів брасом посіла 10-те місце і не потрапила до фіналу. В естафеті 4x100 метрів комплексом її збірна посіла 4-те місце.